# Вимпельник
Вимпельник (Semioptera wallacii) — вид горобцеподібних птахів родини дивоптахових (Paradisaeidae).

## Назва
Вид названо на честь британського натураліста Альфреда Рассела Воллеса.

## Поширення
Ендемік Індонезії. Поширений в Північному Малуку на островах Хальмахера, Бачан і Касірута. Заселяє первинні та вторинні тропічні ліси на висоті до тисячі метрів над рівнем моря.

## Опис

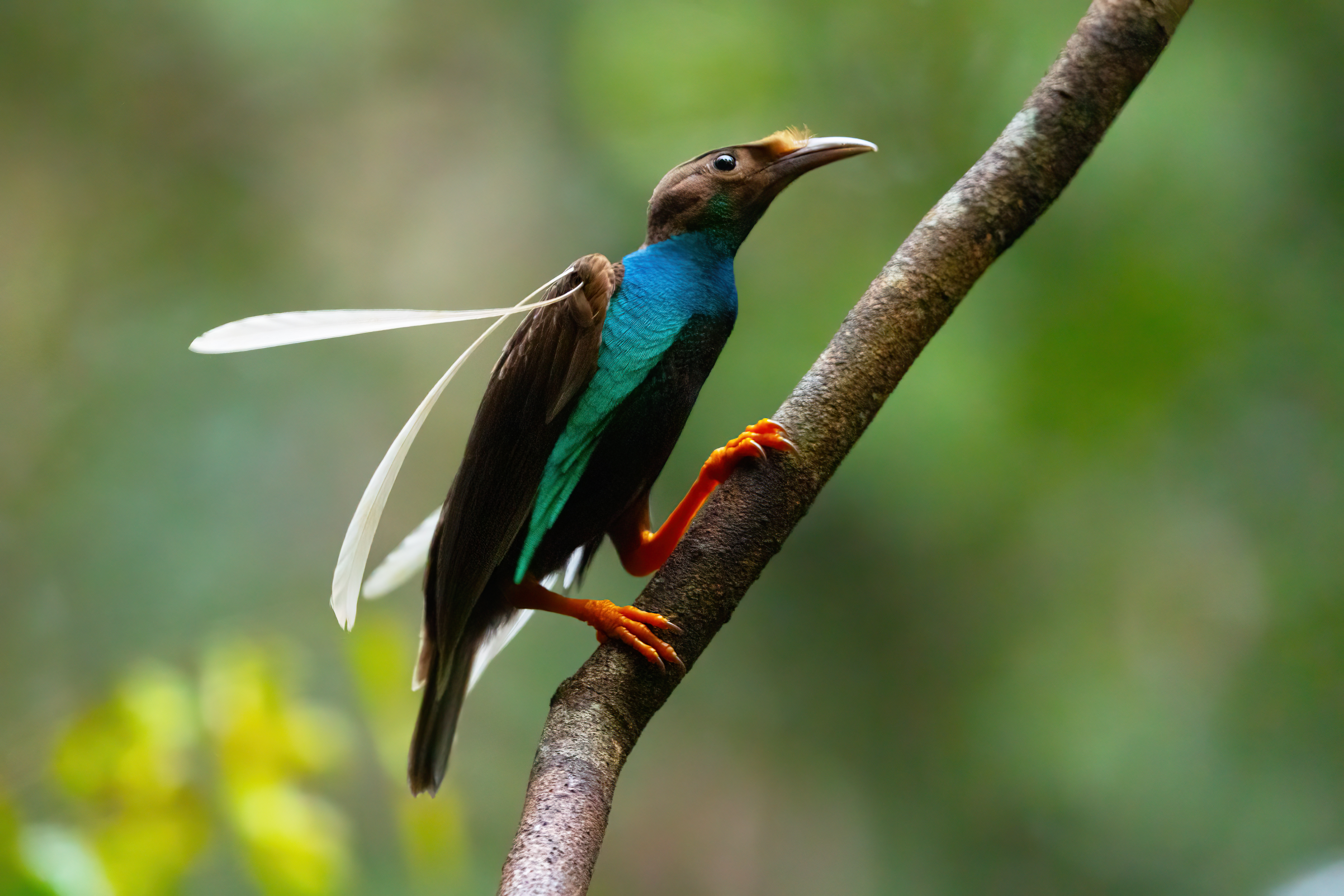
Semioptera wallacii, о. Тернате

Птах завдовжки 23—28 см, вагою 126—174 г. Зовні птах дуже нагадує шпака: голова витягнута, дзьоб сильний і злегка зігнутий вниз, з пір'ям, яке у верхній частині рясно покриває основу майже наполовину, хвіст короткий і квадратний, крила округлі. Оперення сірувато-коричневе по всьому тілу в обох статей, темніше на спині та крилах і світліше на обличчі та горлі. У самця груди та плечі мають зелений колір, пір'я яких тягнеться зі сторін грудей, утворюючи два еректильних трикутні пучки, звернені донизу. Біля основи крил у самця також є по дві пари ниткоподібних білих пір'їн. В обох статей очі карі, ноги жовті, а дзьоб — кольору слонової кістки.

## Підвиди
- Semioptera wallacii wallacii, номінальний підвид, широко поширений на острові Бачан;
- Semioptera wallacii halmaherae Salvadori, 1881, поширена на Хальмахері.